# Éditions Calambac
La maison d'édition Calambac est une maison d'édition allemande de fiction, de poésie, d'essais et de littérature graphique fondée en 2011 et basée à Niederstetten.

## Histoire
L'éditrice Elena Moreno Sobrino, originaire de Madrid, a étudié la philosophie, l'allemand, les langues romanes et la traduction aux universités de Berlin, Sarrebruck, Valladolid et Paris. Après de nombreuses années d'enseignement et de traduction, elle a fondé les éditions Calambac, d'abord à Sarrebruck, puis en novembre 2023, elle s'est installée dans la mairie historique de Rinderfeld de la ville de Niederstetten.

## Nom et signet
Le mot français Calambac, également Calambour, désigne le bois de paradis ou bois d'agar, dont le précieux parfum accompagne la décomposition. Son homophone français Calembour signifie jeu de mots en allemand. Partant de ce jeu de mots, l'idée de base du nom de la maison d'édition est la diffusion d'une littérature bien vieillie qui a développé sa qualité grâce à un processus de maturation,.
Le logo a été conçu d’après une impression graphique de Charles Francis Annesley Voysey.

## Programme d'édition
La maison d'édition a été fondée dans le but de publier des textes d'auteurs renommés du Moyen Âge jusqu'au milieu du XXe siècle et de les enrichir graphiquement. Dans cet esprit, les œuvres oubliées et injustement négligées devraient être ramenées « à la vie littéraire » et rendues accessibles au public lecteur.

### Calambac Classica
La série Calambac Classica est la plus récente des éditions Calambac. Dans cette édition en langue allemande paraissent des anthologies nouvellement compilées, comme celles de la poétesse Emmy Ball-Hennings, des poèmes, des romans et des nouvelles choisies d'auteurs tels que Robert Musil, Ludwig Rubiner et Elisabeth Janstein.

### Calambac Bilingua
La collection Calambac Bilingua publie des textes bilingues, principalement en première traduction, d'écrivains peu connus dans les pays germanophones, tels que Florencia Pinar, Constance Fenimore Woolson, Sophie de Ségur et Violet Paget, entre autres, mais aussi par des essayistes de renom comme Ernest Renan ou Paul Gsell.

### Calambac Trilingua
La série Calambac Trilingua présente des lectures trilingues qui confrontent la version originale à l'allemand et à une troisième langue, principalement le français, l'anglais et l'espagnol. Des écrivains récemment découverts hors de leur pays, comme l'autrice française Amable Tastu, traduit en allemand et en espagnol par Elena Moreno Sobrino, sont présentés pour la première fois en traduction allemande. Des écrivains reconnus comme HG Wells ou des auteurs comme Germaine de Staël sont publiés dans des éditions révisées.

### Calambac Grafica
Les poèmes illustrés publiés dans la série Calambac Grafica sont le fleuron de la maison d'édition. Commencée avec la poésie expressionniste de Hugo Ball, l'édition dispose désormais d'une série de haïkus de choix. On y trouve des poètes tels que Sugita Hisajo, Masaoka Shiki, Yosa Buson et Kobayashi Issa, entre autres. L'approche de conception typique de l'éditeur consistant à interpréter chaque verset graphiquement est appelée Graphic Lyric ou Graphic Lyric Poetry.

## Autres
Depuis 2018, les éditions Calambac sont la maison d'édition allemande invitée à la Walfer Bicherdeeg, la Foire du livre de Luxembourg.
L'éditeur organise régulièrement des lectures en allemand et en français en collaboration avec des libraires allemands et français.

## Liens Web
- (de) « Publications de et sur Éditions Calambac », dans le catalogue en ligne de la Bibliothèque nationale allemande (DNB).
- Deutsches Literaturarchiv Marbach
- Bibliothèque nationale d'Autriche
- Bibliothèque nationale suisse
- Bibliothèque nationale du Luxembourg
- Worldcat
- Site web des éditions Calambac